# Кеннеди, Арчибальд, 4-й маркиз Эйлса
Арчибальд Кеннеди, 4-й маркиз Эйлса (англ. Archibald Kennedy, 4th Marquess of Ailsa; 22 мая 1872 — 27 февраля 1943) — шотландский пэр, адвокат и военный. Он носил титул учтивости — граф Кассилис с 1872 по 1938 год.

## Биография
Названный графом Кассилисом с рождения, он родился 22 мая 1872 года на Беркли-сквер в Лондоне. Старший сын Арчибальда Кеннеди, 3-го маркиза Эйлса (18747-1938), и достопочтенной Эвелин Стюарт (1848—1888), дочери Чарльза Стюарта, 12-го лорда Блантайра. Он получил образование в школе Монктон-Комб в Итоне, Тринити-колледже в Кембридже и Эдинбургском университете и был принят в качестве адвоката в 1897 году.
Лорд Кассилис был назначен капитаном 3-го (ополчения) батальона Королевских шотландских стрелков 7 января 1900 года . Он участвовал во Второй англо-бурской войне 1900—1902 годов, за что получил две медали и пять пряжек.
После окончания боевых действий в начале июня 1902 года он покинул Кейптаун на борту SS Wakool и в следующем месяце прибыл в Саутгемптон. В июне 1911 года он получил звание майора, а затем участвовал в Первой мировой войне. Он также был заместителем лейтенанта Айршира и членом Королевского шотландского географического общества. В апреле 1938 года в возрасте 65 лет он сменил своего отца на посту 4-го маркиза Эйлса.
20 апреля 1903 года лорд Эйлса женился на Фрэнсис Эмили МакТаггарт-Стюарт (1873 — 29 октября 1949), дочери сэра Марка МакТаггарт-Стюарта, 1-го баронета (1834—1923), и Марианны Сюзанны Оммани. Их брак оказался бездетным.
4-й маркиз Эйлса скончался в феврале 1943 года в возрасте 70 лет, и ему наследовал его младший брат Чарльз Кеннеди, 5-й маркиз Эйлса. Маркиза Эйлса умерла в октябре 1949 года.